# Eduardo Aguilera
Eduardo Aguilera Aguilera (Tomé, 12 de enero de 1953) es un comerciante, político, concejal y exalcalde chileno, electo cinco veces como alcalde de Tomé. Ocupó el cargo de alcalde en cinco períodos entre 1996-2000, 2000-2004, 2004-2008, 2008-2012 y 2016-2020. Además fue concejal en los períodos 1992-1996, 2012-2016 y 2024-2028.

## Obras de su Administración
La municipalidad de Tomé, durante su gestión como Alcalde, ha llevado a cabo obras como:
- Programas de mejoramientos de barrios e instalación de alcantarillado en los barrios de El Santo, Cerro Estanque, Cerro Alegre y Frutillares.
- Se inauguran los Centros de salud familiar de Bellavista y Tomé Alto.[1][2]
- Se pavimentaron el camino a Cocholgue.[3]
- Se construye una nueva vía de salida sur de la ciudad, hacia Concepción, lo cual significó la creación de una carretera con 2 vías desde Bellavista hasta Quebrada Honda.
- Se crean nuevas edificaciones para las escuelas de El Santo, Cerro Alegre y Cerro Estanque, y se creó en Tomé Alto el Liceo Polivalente.[4]
- La edificación del nuevo Gimnasio Municipal, de gran capacidad de público y que ha servido para eventos deportivos a nivel local y nacional, y actividades culturales.[5]
- Se logra recuperar el ex gimnasio FIAP, transformándose en la Casa de la Cultura[6]
- Se gestiona el Campeonato Nacional de Cueca para el Adulto Mayor que se lleva a cabo en Tomé todos los años durante el mes de septiembre[7]

## Vida personal
El año 2002 fue afectado del Síndrome de Guillain-Barré, que lo mantuvo alejado del cargo durante casi un año, aunque en el año 2003 estaba recuperado.
El año 2007 se le vincula a un escándalo con una de sus Jefes de Servicio de la Municipalidad de Tomé, adquiriendo revuelo nacional. Dicho Acto de adulterio conllevó al quiebre de su matrimonio con Ruth Acuña Gómez (PRI), actual Concejal de la comuna de Tomé con quien tuvo 3 hijos quien fue reelecta el 28 de octubre de 2012 para el periodo 2012-2016.
Para las elecciones municipales del 2008 fue conocido el hecho de que su principal contrincante electoral fue su propio yerno Patricio Lara Chandía (PRI), ex DC, quien luego militó en Renovación Nacional quien obtuvo el 25,31% (6.657 sufragios) contra un 39,31% de los votos (10.337) que obtuvo Aguilera, consolidándolo para un nuevo periodo alcaldicio. Para las elecciones municipales del 2012, Lara fue, nuevamente, candidato Independiente por la alcaldía de Tomé. 
En marzo de 2011, cinco concejales de la comuna hicieron denuncia a la Contraloría General de la República de Chile por falta a la probidad administrativa, ya que el alcalde contrató a su pareja, la periodista Carolina Soto, como coordinadora SEP (Subvención Escolar Preferencial) de la Dirección Municipal de Educación de Tomé, quien renunció a su cargo a la brevedad.
El 27 de octubre de 2011, renuncia a la militancia en el Partido Demócrata Cristiano en el cual participó durante 40 años, las razones se enfocan en que la D.C. realizaría primarias con otros candidatos a la alcaldía, con lo cual perdería considerable apoyo del partido político. Actualmente es independiente y se presentó a las primarias que organizó la Concertación en abril de 2012 con el apoyo del PPD y el PRSD, en donde fue derrotado por la candidata de la DC la concejal Ivonne Rivas Ortiz, actual alcaldesa de la comuna. Pese a este traspié, ejerció como concejal de Tomé por el periodo 2012-2016.
Se presentó como candidato independiente en las elecciones de 2016, resultando electo y derrotando a la alcaldesa en ejercicio, Ivonne Rivas.

## Historia Electoral

### Elecciones Municipales 2008Tomé
Los resultados de la elección fueron:
| Candidato                     | Partido               | Votos  | Porcentaje | Resultado |
| Patricio Antonio Lara Chandía | Independiente Lista A | 6.680  | 25,36%     |           |
| Eduardo Aguilera Aguilera     | DC                    | 10.358 | 39,33%     | Electo    |
| Luciano Silva Mora            | Independiente Lista D | 3.187  | 12,10%     |           |
| José Fuentealba Pardo         | UDI                   | 3.641  | 13,82%     |           |
| Alejandro Sanhueza Galloso    | Independiente         | 421    | 1,60%      |           |
| Francisco Mardones Muñoz      | Independiente         | 2.051  | 7,79%      |           |

### Elecciones Municipales 2004Tomé
Los resultados de la elección fueron:
| Candidato                      | Partido | Votos  | Porcentaje | Resultado |
| Eduardo Aguilera Aguilera      | PDC     | 16.238 | 62,60%     | Electo    |
| Benjamín Maureira Álvarez      | UDI     | 6.226  | 24,00%     |           |
| Jaime José Sepúlveda Monsalves | PC      | 3.476  | 13,40%     |           |

### Elecciones Municipales 2008Tomé
Los resultados de la elección fueron:
| Candidato                     | Partido       | Votos  | Porcentaje | Resultado |
| Eduardo Aguilera Aguilera     | PDC           | 10.358 | 39,33%     | Electo    |
| Patricio Antonio Lara Chandía | Indep PRI     | 6.680  | 25,36%     |           |
| José Fuentealba Pardo         | UDI           | 3.641  | 13,82%     |           |
| Luciano Silva Mora            | Indep pro PC  | 3.187  | 12,10%     |           |
| Francisco Mardones Muñoz      | Independiente | 2.051  | 7,79%      |           |
| Alejandro Sanhueza Galloso    | Independiente | 421    | 1,60%      |           |

Elecciones Municipales 2016 Tomé
Los resultados de la elección fueron:
| Candidato                  | Partido       | Votos | Porcentaje | Resultado |
| Ivonne Rivas Ortiz         | PDC           | 8.750 | 40,83%     |           |
| José Fuentealba Pardo      | UDI           | 2.005 | 09,36%     |           |
| Luis Alejandro Molina Vega | Independiente | 1.541 | 07,19%     |           |
| Eduardo Aguilera Aguilera  | Independiente | 9.134 | 42,62 %    | Electo    |
|                            |               |       |            |           |
|                            |               |       |            |           |